# Cosmopolitan
Cosmopolitan (стилизирано – цялото с главни букви) е американско тримесечно женско списание за мода и развлечение, публикувано за първи път в Ню Йорк през март 1886 г. като семейно списание; по-късно се трансформира в литературно списание, а от 1965 г. се превръща в женско списание. Cosmopolitan е едно от най-продаваните списания.
С предишно заглавие The Cosmopolitan и често наричано Cosmo, Cosmopolitan променя с времето стила и съдържанието си. Сегашното му въплъщение първоначално се продава като женско списание за мода със статии за дома, семейството и готвенето. За известно време то се фокусира повече върху нова художествена литература и писмени произведения, които включват разкази, романи и статии. Сега то е по-скоро насочено към женската мода, спорта и модерните интереси. В крайна сметка главният редактор Хелън Гърли Браун го превръща по-скоро в списание, посветено на разширяване правата и възможностите на жените. Днес съдържанието му включва статии, в които се обсъждат взаимоотношенията, сексът, здравето, кариерата, самоусъвършенстването, знаменитостите, модата, хороскопите и красотата.
Cosmopolitan се издава от разположената в Ню Йорк Hearst Corporation. Офисът на списанието се намира в Хърст Тауър, близо до Колъмбъс Съркъл в Манхатън в Ню Йорк. Cosmopolitan има 21 международни издания в Австралия, Китай, България, Чехия, Франция, Германия, Хонконг, Индия, Индонезия, Италия, Корея, Мексико, Близкия изток, Нидерландия, Филипините, Словения, Испания, Тайван, Турция, Украйна и Обединеното кралство.
Преди това международни издания са съществували за Аржентина, Армения, Азербайджан, Бразилия, Централна Америка, Чили, Хърватия, Естония, Финландия, Грузия, Гърция, Унгария, Израел, Япония, Казахстан, Кения, Латвия, Литва, Малайзия, Монголия, Норвегия, Перу, Полша, Португалия, Румъния, Русия, Сърбия, Сингапур, Шри Ланка, Швеция, Тайланд, Южна Африка и Виетнам.
През 2022 г., поради нахлуването на Русия в Украйна, собственикът отнема лиценза за Русия, поради което списанието се преименува на The Voice Mag.